# Látszólagos ellenállás
Látszólagos ellenállásnak nevezzük a komplex impedancia abszolút értékét. A látszólagos ellenállás jele Z, mértékegysége az ohm.

## A látszólagos ellenállás értelmezése

A komplex impedancia

A komplex impedancia a definíciója alapján
{\displaystyle \mathbf {Z} ={\frac {\mathbf {U} }{\mathbf {I} }}={\frac {U_{0}\cdot e^{i(\omega t+\alpha )}}{I_{0}\cdot e^{i(\omega t+\beta )}}}={\frac {U_{0}}{I_{0}}}\cdot e^{i(\alpha -\beta )}={\frac {U_{0}}{I_{0}}}\cdot e^{i\varphi }\,}.
A képletekben U0 és I0 a feszültség, illetve az áramerősség csúcsértéke; ω a körfrekvencia; t az idő; α és β a feszültség, illetve az áramerősség fázisszöge; φ a  fáziskülönbség a feszültség és áramerősség között. Az i az imaginárius egység (képzetes egység), az e az Euler-féle szám.
Mivel a  látszólagos ellenállás a definícióból adódóan a komplex impedancia abszolút értéke, ezért
{\displaystyle Z=\left\vert \mathbf {Z} \right\vert =\left\vert {\frac {U_{0}}{I_{0}}}\cdot e^{i\varphi }\right\vert ={\frac {U_{0}}{I_{0}}}\,}.
Olyan váltakozó feszültségnél, amelynél az effektív értékek egyenesen arányosak a csúcsértékekkel (pl. a szinuszos váltakozó feszültségnél), a látszólagos ellenállás az effektív feszültség és az effektív áramerősség hányadosaként is kiszámítható:
{\displaystyle Z={\frac {U_{0}}{I_{0}}}={\frac {U_{\mathrm {eff} }}{I_{\mathrm {eff} }}}\,}.
A látszólagos ellenállás segítségével a komplex impedancia:
{\displaystyle \mathbf {Z} =Z\cdot e^{i\varphi }\,}.

## A látszólagos ellenállás kapcsolata a hatásos ellenállással és a meddő ellenállással

A hatásos ellenállás és a meddő ellenállás

A komplex impedancia (mint bármely komplex mennyiség) valós és képzetes részre bontható. Valós része a hatásos ellenállás (rezisztencia), jele Rh; képzetes része a meddő ellenállás (reaktancia), jele X. Képlettel:
{\displaystyle \mathbf {Z} =R_{\mathrm {h} }+iX}.
A hatásos ellenállás és a meddő ellenállás kifejezhető a látszólagos ellenállás, illetve a fáziskülönbség segítségével:
{\displaystyle R_{\mathrm {h} }=Z\cos \varphi \qquad {\text{és}}\qquad X=Z\sin \varphi \,}.
A fordított irányú összefüggések a látszólagos ellenállás, illetve a fáziskülönbség tangensének kiszámítására:
{\displaystyle Z={\sqrt {R_{\mathrm {h} }^{2}+X^{2}}}\qquad {\text{és}}\qquad \tan \varphi ={\frac {X}{R_{\mathrm {h} }}}\,}.
A hatásos ellenállásra és a meddő ellenállásra felírt összefüggések alapján a komplex impedancia:
{\displaystyle \mathbf {Z} =Z\cos \varphi +iZ\sin \varphi =Z\left(\cos \varphi +i\sin \varphi \right)\,}.

## Egyes eszközök látszólagos ellenállása

### Ohmos ellenállás látszólagos ellenállása

Az ohmos ellenállás impedanciája

Egy fogyasztót ohmos ellenállásnak nevezünk, ha egyenáramra vagy szinuszos váltakozó feszültségre kapcsolva a fogyasztón átfolyó áram erőssége egyenesen arányos a feszültséggel. Igazolható, hogy ha egy R ellenállású ohmos ellenállást szinuszos váltakozó feszültségre kapcsolunk, akkor komplex impedanciája megegyezik az ohmos ellenállással
{\displaystyle \mathbf {Z} =R\,}.
Ennek alapján az ohmos ellenállás látszólagos ellenállása:
{\displaystyle Z=R\,}.
Az ohmos ellenállásnál a feszültség és áramerősség azonos fázisban van egymással, azaz
{\displaystyle \varphi =0\,}.

### Ideális tekercs látszólagos ellenállása

Ideális tekercs impedanciája

Egy tekercset ideális tekercsnek nevezünk, ha ohmos (és kapacitív) ellenállása elhanyagolható, így szinuszos váltakozó feszültségre kapcsolva az áramerősséget csak az önindukció befolyásolja. Igazolható, hogy egy L önindukciós tényezőjű ideális tekercset szinuszos váltakozó feszültségre kapcsolva a komplex impedancia:
{\displaystyle \mathbf {Z} =i\omega L\,}.
Ennek alapján az ideális tekercs látszólagos ellenállása:
{\displaystyle Z=\omega L\,}.
Az ideális tekercsnél az áramerősség 90°-ot késik a feszültséghez képest, azaz
{\displaystyle \varphi =90^{\circ }\,}

### Ideális kondenzátor látszólagos ellenállása

Ideális kondenzátor impedanciája

Egy kondenzátort ideális kondenzátornak nevezünk, ha ohmos (és induktív) ellenállása elhanyagolható, így szinuszos váltakozó feszültségre kapcsolva az áramerősséget csak a kapacitása befolyásolja. Igazolható, hogy egy C kapacitású ideális kondenzátort váltakozó feszültségre kapcsolva a komplex impedancia:
{\displaystyle \mathbf {Z} =-i\cdot {\frac {1}{\omega C}}\,}.
Ennek megfelelően az ideális kondenzátor látszólagos ellenállása:
{\displaystyle Z={\frac {1}{\omega C}}\,}.
Az ideális kondenzátornál az áramerősség 90°-ot siet a feszültséghez képest, azaz
{\displaystyle \varphi =-90^{\circ }\,}

## A látszólagos ellenállás függése a frekvenciától

Egy ideális tekercs látszólagos ellenállása a frekvencia függvényében

Egy ideális kondenzátor látszólagos ellenállása a frekvencia függvényében

Az ohmos ellenállás látszólagos ellenállása:
{\displaystyle Z=R\,}.
Eszerint az ohmos ellenállás látszólagos ellenállása nem függ a frekvenciától.
Az ideális tekercs látszólagos ellenállása:
{\displaystyle Z=\omega L\,}.
Eszerint az ideális tekercs látszólagos ellenállása egyenesen arányos a váltakozó feszültség körfrekvenciájával, illetve frekvenciájával.
Az ideális kondenzátor látszólagos ellenállása:
{\displaystyle Z={\frac {1}{\omega C}}\,}.
Eszerint az ideális kondenzátor látszólagos ellenállása fordítottan arányos a váltakozó feszültség körfrekvenciájával, illetve frekvenciájával.
Az összetett hálózatok látszólagos ellenállása általában a fentieknél bonyolultabb módon függ a frekvenciától, illetve a körfrekvenciától.